# Evangelista Andreoli
Evangelista Andreoli (27 de junio de 1810 - 16 de junio de 1875) fue un organista, pianista y profesor de música italiano.

## Biografía
Nació en Disvetro (ahora en el municipio de Cavezzo), Módena, y se mudó a la cercana Mirandola, donde tocó el órgano y enseñó en la escuela de música durante toda su vida. Era lisiado de ambas piernas, pero podía tocar el teclado de pedales del órgano gracias a un dispositivo especial que construyó.
Fue padre de una familia de músicos, incluidos los hijos notables Guglielmo el Viejo (1835-1860), Carlo (1840-1908) y Guglielmo el Joven (1862-1932). También tuvo otro hijo llamado Evangelista (1845-1867), que también fue pianista y profesor.